# 宇田川さや香
宇田川 さや香（うたがわ さやか、2月9日 - ）は、島根県出身の女優、司会者。身長155cm。オフィスPORT、元劇団江戸間十畳所属。

## 出演

### 映画
- けものがれ、俺らの猿と（2000年）
- プレイボール（2002年）
- センチメンタルブルー「なわとびとボクの彼女」（2005年）
- 犯行声明（2007年）
- シルエット（2008年）
- 生贄な彼女（2013年）
- Peach
- ERIKA
- 泳げない女（2005年）
- パンク! パンク! パンク!
- ひるあんどん
- 夢を見るとき
- ニワトリ★スター（2017年）
- つちかほる（2018年）
- 健太郎さん（2019年）
- シオリノインム（2019年）
- Last Lover（2019年）
- 凪の海（2020年）
- 「16」と10年。遠く。（2021年）
- 青春墓場（2021年）

### テレビドラマ
- カノン WOWOW（2002年）
- 所轄刑事 第4作「〜罠にはまった生活安全課〜」CX金曜プレステージ（2008年）
- 懸賞金〜目撃証言に三千万円を賭けた女〜 TX水曜シアター9（2010年）
- ネオ・ウルトラQ 第12話「ホミニス・ディグニターティ」 WOWOW（2013年） - 椎名先生 役
- 監察医・篠宮葉月 死体は語る 第13作「転落事故か殺人か? 解剖が暴いた0.5ミリ極小傷の謎! 28年前父の死の真相…娘の涙と影の告発者」TX水曜ミステリー9（2013年）
- 半沢直樹 第1話「やられたら倍返し! 悪い上司に立ち向かうニューヒーロー誕生!! 5億を取り戻せるか?」・第3話「クソ上司に倍返し! 部下のピンチを救えるか!? 裏切り者も出現」TBS（2013年） - 垣内芳江 役
- 警部補・佐々木丈太郎 第6作「疑惑〜合唱する遺体愛娘を殺された母親が7年越しの復讐? 残された大金とお団子の謎情熱の刑事が暴く誘拐事件の真相とは」CX金曜プレステージ（2013年）
- 飛び降りる CX金曜プレステージ（2014年）
- SAVEPOINT〜セーブポイント TX（2014年）
- ヤバい検事 矢場健〜ヤバケンの暴走捜査〜 第4作「潔癖検事が左遷覚悟で記者転落死のナゾを暴走捜査!!」 CX赤と黒のゲキジョー（2014年）
- 偽装の夫婦  第12話 NTV
- VIVANT 第3話 TBS（2023年） もんじゃ焼き店主

### オリジナルビデオ
- 泳げない女（2005年）
- 線香花火が落ちる前に（2007年）

### 舞台
- リカウェストエンドプロデュース　作：五十嵐貴久
- ヌケガラ劇団江戸間十畳　作：佃典彦　演出：中井庸友
- 海と日傘劇団江戸間十畳　作：松田正隆　演出：中井庸友
- 明日は天気になる劇団江戸間十畳　作：松田正隆　演出：中井庸友
- 密会　オフィスコットーネプロデュース　作：大竹野正典　演出：日澤雄介
- 君の瞳に花束を
- 新撰組
- シュッフルルーム
- Surprise Guest どっと COME
- にっぽんの森　その他

### CM
- アートネイチャー
- NTTドコモ東北
- 学校法人リハビリテーション専門学校
- 家庭用通信カラオケ
- ソニー デジタルカメラ
- ネスレ キットカット

## MC
- 500円探査
- 100歳の詩人柴田トヨ